# NGC 35
NGC 35 أو إن جي سي 35 مجرة حلزونية تبعد حوالي 275 مليون سنة ضوئية عن النظام الشمسي وتقع في اتجاه كوكبة قيطس. يبلغ قطرها حوالي 50 ألف سنة ضوئية.إن جي سي 35 و إن جي سي 34 لا يفصل بينها سوى بضع دقائق من قوسية، والتي يمكن أن تكون أقل من نصف مليون سنة ضوئية. وهذا يعني أن المجرتين تربطهما الجاذبية، ويمكن أن يكون سبب التشوه عن طريق التفاعلات الجاذبية بين المجرتين.

## الاكتشاف
اكتشفت إن جي سي 35 في 21 تشرين الثاني 1886 من قبل الفلكي الأمريكي لويس سويفت واكتشفت أيضا وبشكل مستقل من قبل عالم الفلك الأميركي فرانك مولر.

## وصلات
- إن جي سي 35 على موقع ويكي سكاي: DSS2, SDSS, GALEX, IRAS, Hydrogen α, X-Ray, Astrophoto, Sky Map, Articles and images